# Eelco Sintnicolaas
Eelco Sintnicolaas (Países Bajos, 7 de abril de 1987) es un atleta neerlandés, especialista en la prueba de decatlón en la que llegó a ser subcampeón europeo en 2010.

## Carrera deportiva
En el Campeonato Europeo de Atletismo de 2010 ganó la medalla de plata en la competición de decatlón, logrando un total de 8436 puntos, tras el francés Romain Barras (oro con 8453 puntos) y por delante del bielorruso Andrei Krauchanka (bronce).